# Senyoria d'Omeladès
La senyoria d'Omeladès i des de 1326 vescomtat d'Omeladès fou una jurisdicció feudal centrada a la ciutat d'Omelàs, prop de Montpeller.
Pertanyia a la vescomtessa Garsenda I de Besiers-Agde de la nissaga dels Besiers-Agde. Garsenda es va casar l'any 994, amb l'infant Ramon de Carcassona. comporta que l'any 1002, el comte Roger I de Carcassona hi incorporés els seus tres fills, per a compartir govern amb ell i aquest fet posar
 al nou comte Ramon I de Carcassona, com a comte de Carcassona i vescomte de Besiers-Agde. Mort Ramon I, el govern d'aquest territori passà al seu fill Pere II de Carcassona, que cap al 1034 va donar la senyoria en feu al seu germà Guillem I de Carcassona. L'any 1059 amb la mort de Pere II, puja al poder el seu fill Roger III de Carcassona com nou comte de Carcassona, vescomte de Besiers-Agde i senyor d'Omeladès. Quan aquest va morir sense descendència masculina, les possessions passaren a la seva filla gran, Ermengarda I de Carcassona.
Ermengarda I de Carcassona al cap de pocs mesos ven al comte Ramon Berenguer I de Barcelona, totes les seves possessions, fins que l'any 1082, un cop mort el comte Ramon Berenguer II de Barcelona, el vescomte Bernat Ató IV Trencavell, vescomte dels vescomtats d'Albi-Nimes (fill d'Ermengarda de Carcassona), creu que és un bon moment i envaeix totes les antigues possessions de la seva mare, i proclama aquesta, vescomtessa dels nous vescomtats de Carcassona-Rasès i Besiers-Agde, amb la senyoria d'Omeladès inclosa.
Vers el 1093, la vescomtessa Ermengarda va infeudar al senyor Guillem V de Montpeller la senyoria d'Omeladès.

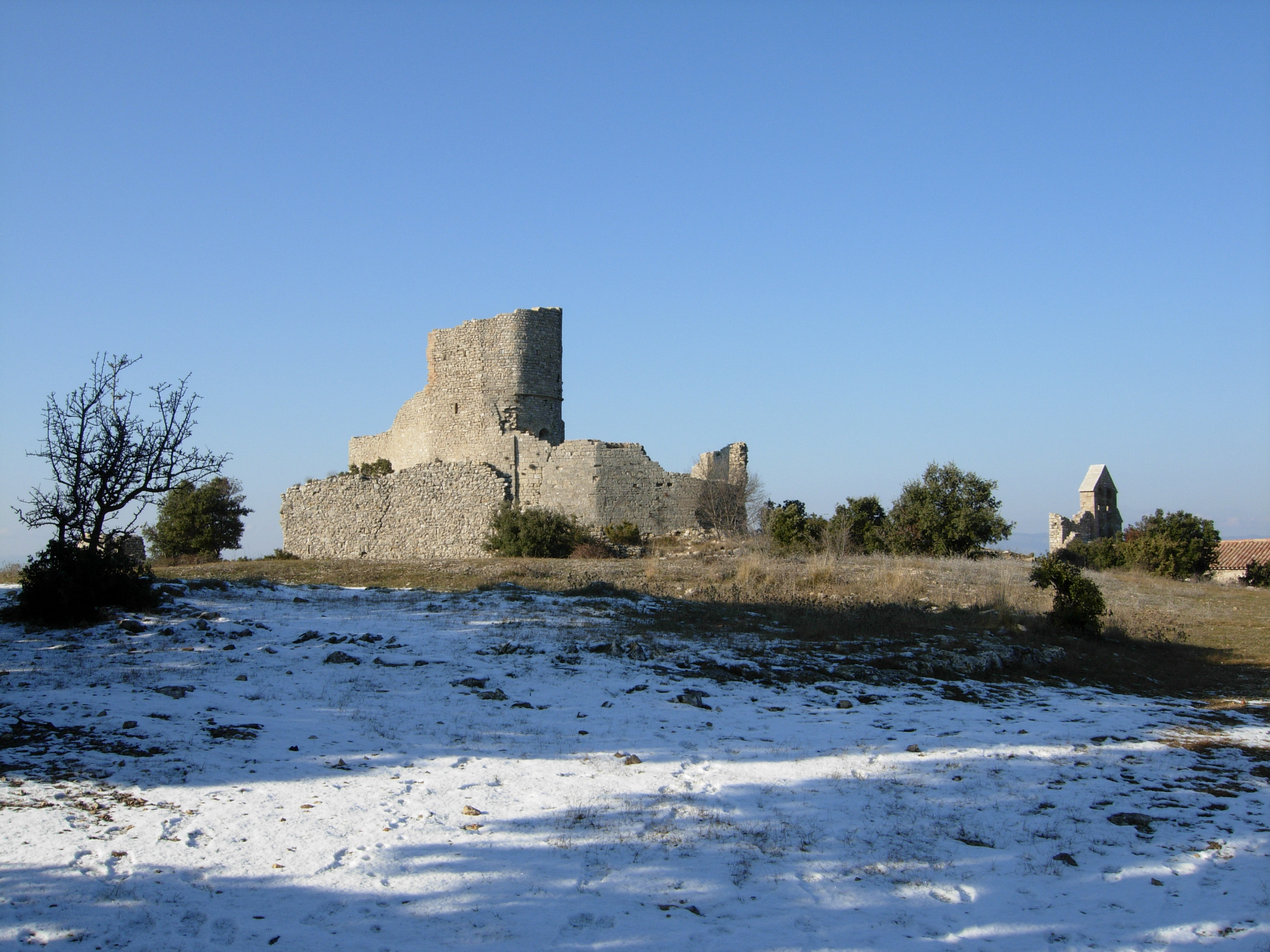
Castell i capella d'Omelàs

Guillem V en va disposar al seu testament a favor del seu germà, per part de la seva mare Ermessenda de Melguelh, Bernat d'Andusa, però en feu dels vescomtes de Besiers. Tanmateix el testament no va entrar en vigor perquè el 1121 va deixar la senyoria al seu segon fill Guillem el jove, conegut com a Guillem d'Omelàs, així com les viles de Popian i lo Poget.

## Baronia d'Omeladès
Guillem fou protector de l'abadia d'Aniana. Es va casar el 1126 amb Tiburga I comtessa hereva d'Aurenja (filla del comte Riambau II); va fer pelegrinatge a Terra Santa. El va heretar el seu fill Riambau III el trobador, comte d'Aurenja i baró de l'Omeladès. Riambau va hipotecar el domini al seu cosí Guillem VII de Montpeller el 1168 i després (1171) al seu cunyat Aimar de Murviel, casat amb la germana de Guillem anomenada Tiburga II, però com que va morir sense descendència el 1173, va deixar l'Omeladès a la seva germana o al seu cunyat o als seus fills. Un d'aquests fills, Ramon Ató, en feu donació a Guillem VIII de Montpeller el 1187 i les filles de Ramon Ató li van vendre també els drets el 1197. Mentre, el comtat d'Aurenja va passar a Tiburga III (morta el 1184), germana de Riambau III, casada amb Bertran dels Baus (mort el 1181), que va iniciar una nova dinastia a Aurenja (els Baus) que es van titular prínceps. Omeladès va seguir inclosa a Montpeller, i amb aquesta senyoria va passar a la Corona d'Aragó i després de Jaume I d'Aragó a la Corona de Mallorca.

## Vescomtat d'Omeladès
El 1327, la baronia d'Omeladès va començar a ser dita Vescomtat d'Omeladès i el rei Jaume III de Mallorca la va cedir el 1330 al seu germà Ferran de Mallorca (vescomte d'Omelàs). Fou ocupada per França el 1341, però per poc temps. El 1344 va ser una de les possessions (amb Montpeller i el vescomtat de Carlat) que van restar en mans de Jaume III de Mallorca quan va perdre el seu regne a mans de Pere IV d'Aragó, però Jaume la va vendre, juntament amb Montpeller, al rei de França. Pere el Cerimoniós hi va renunciar el 1352.

## Llista de senyors
- Guillem I de Besiers-Agde 967-994
- Garsenda I de Besiers-Agde 994-1002
- Ramon I de Besiers-Agde 994-1002
- Ramon I de Carcassona (i Besiers-Agde) 1002-1012
- Pere II de Carcassona 1012-1059
- Roger III de Carcassona 1059-1067
- Ermengarda I de Carcassona 1067-1067
- Ramon Berenguer I de Barcelona 1067-1076
- Ramon Berenguer II de Barcelona 1076-1082
- Berenguer Ramon II de Barcelona 1076-1082
- Ermengarda I de Carcassona (2a vegada) 1082-1093

## Llista de barons
- Raimbaut III d'Aurenja 1157-1168
- hipotecat a Guillem VII de Montpeller 1168-1171
- hipotecat a Aimar de Murviel 1171-1173
- Tiburga II (Tiburga I fou la dona de Riambau I) 1173-?
- Ramon Ató ?-1187
- Guilhèm VII de Montpeller 1187-1202[6]
- Guilhèm VIII de Montpeller 1202-1204[7]
- Maria de Montpeller 1204-1213
- Jaume I d'Aragó 1213-1276
- Jaume II de Mallorca 1276-1311
- Sanç I de Mallorca 1311-1324
- Jaume III de Mallorca 1324-1330

## Llista de vescomtes
- Ferran de Mallorca 1330-1342/3
- Jaume III de Mallorca 1342/3-1349
- 1349 Jaume III el ven al rei de França[5]